# Aeroporto Internacional de Curitiba
Aeroporto Internacional de Curitiba is het grootste vliegveld van Curitiba in Brazilië, gelegen in de naburige gemeente São José dos Pinhais. De luchthaven is vernoemd naar Afonso Augusto Moreira Pena (1847-1909), de zesde president van Brazilië.
In 2012 was de luchthaven 10e in termen van getransporteerde passagiers en 7e in termen van verwerkte vracht in Brazilië, waarmee het een van de drukste luchthavens van het land is. De luchthaven wordt uitgebaat door Infraero.

## Historie
Zoals meerdere belangrijke Braziliaanse vliegvelden op strategische punten langs de kust, werd Afonso Pena gebouwd door het Braziliaanse Ministerie voor Luchtmacht in samenwerking met het Amerikaanse leger tijdens de Tweede Wereldoorlog. De bouw van de luchthaven was echter pas gereed in 1945, kort voor het einde van de oorlog, waardoor er nooit uitgebreide militaire activiteiten hebben plaatsgevonden.
De oorspronkelijke passagiersterminal was in gebruik tot 1959, toen een gloednieuwe terminal werd gebouwd. Deze tweede terminal is tegenwoordig in gebruik voor vrachtvervoer. In 1996 werd de huidige passagiersterminal gebouwd.
Het grootste probleem van de luchthaven zijn de onstabiele weersomstandigheden in de regio, voornamelijk mist en smog in de winterse ochtenden, en het feit dat de reservebaan 11/29 te klein is en voorzien van verouderd materiaal. Er zijn plannen om baan 15/33 op te waarderen van ILS CAT II naar ILS CAT III.
Omdat de grootste bottleneck van de luchthaven de vrachtverwerkingscapaciteit is, werd de hoofdbaan in 2008 verlengd om zwaardere vrachtvluchten toe te staan en werd de vrachtterminal verbeterd.
De passagiersterminal is 45.000 m² groot, heeft 6 slurven, en heeft een capaciteit van 3,5 miljoen passagiers per jaar. Er zijn 800 parkeerplaatsen en de luchthaven omvat een klein museum, een speeltuin en een winkelcentrum met 60 winkels in de terminal.

## Ongelukken en incidenten

### Ongelukken
- 16 juni 1958: een Convair 440-59 van Cruzeiro do Sul, met registratie PP-CEP, onderweg van Florianópolis naar Curitiba, was tijdens slecht weer op final approach van Curtiba toen het vliegtuig getroffen werd door windschering. Het vliegtuig daalde en raakte de grond. Van de 27 inzittenden kwamen er 24 om het leven.[3][4]
- 3 november 1967: een Handley Page Dart Herald 214 van Sadia, registratie PP-SDJ, onderweg van São Paulo-Congonhas naar Curitiba, botste op een heuvel tijdens het aanvliegen op Curitiba. De 5 bemanningsleden en 21 passagiers kwamen om het leven, 4 passagiers overleefden het ongeluk.[5][6]
- 26 december 2002: een Embraer EMB 110 Bandeirante van de Braziliaanse luchtmacht, registratie FAB-2292, onderweg van São Paulo-Campo de Marte naar Luchtmachtbasis Florianópolis, crashte in een poging een noodlanding te maken op Curitiba-Afonso Pena. Beide motoren zouden zijn uitgevallen, omdat het vliegtuig met onvoldoende brandstof was vertrokken voor de vlucht naar Florianópolis. Van de 16 inzittenden kwamen 1 bemanningslid en 2 passagiers om.[7]

### Incident
- 18 augustus 2000: een Boeing 737-2A1 van VASP, registratie PP-SMG, onderweg van Foz do Iguaçu naar Curitiba-Afonso Pena, werd gekaapt door 5 personen die een bedrag van BRL500000000 stalen dat het vliegtuig transporteerde. De piloot werd gedwongen te landen op Porecatu, waar de kapers er met het geld vandoor gingen. Er waren geen gewonden.[8][9]

## Bereikbaarheid
Het vliegveld ligt op 18 kilometer ten zuidwesten van het centrum van Curitiba.

## Toekomstige ontwikkelingen

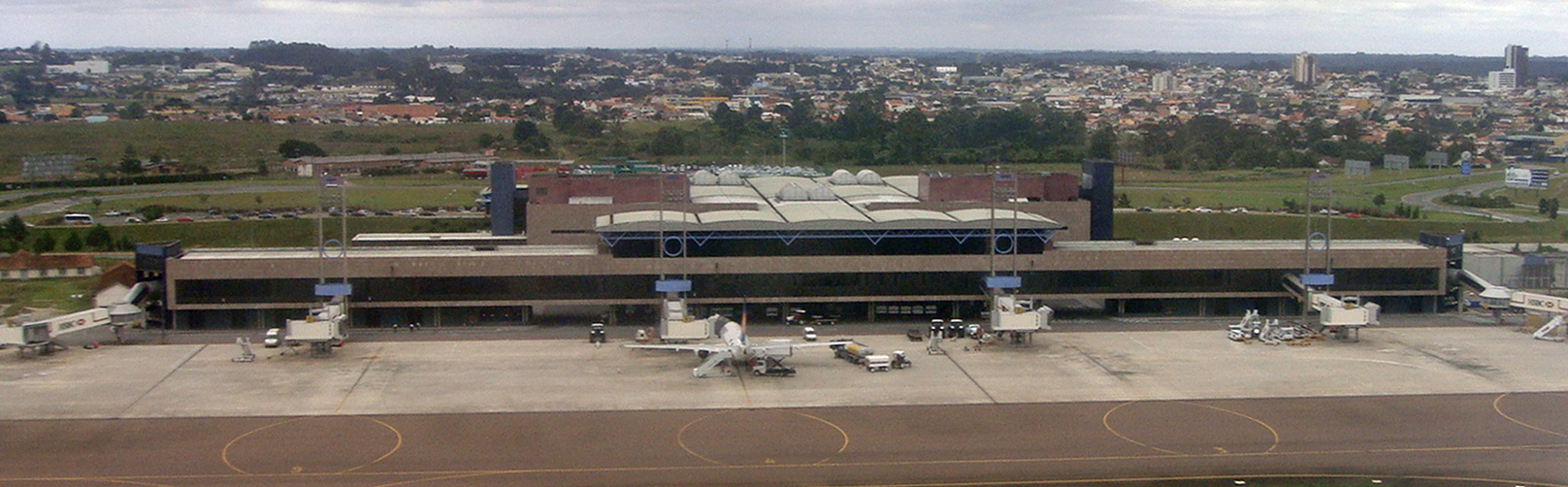
De passagiersterminal vanuit de lucht gezien.

Op 31 augustus 2009, onthulde Infraero een investeringsplan van 30 miljoen Braziliaanse real (11 miljoen euro) voor het verbeteren van Luchthaven Afonso Pena ter voorbereiding op het Wereldkampioenschap voetbal 2014 dat in Brazilië gehouden zal worden, en waarbij Curitiba een van de speelsteden is. De investering omvat het vergroten van het platform en implementeren van taxibanen en had afgerond moeten zijn in maart 2011, maar werd vertraagd opgeleverd.

## Referenties

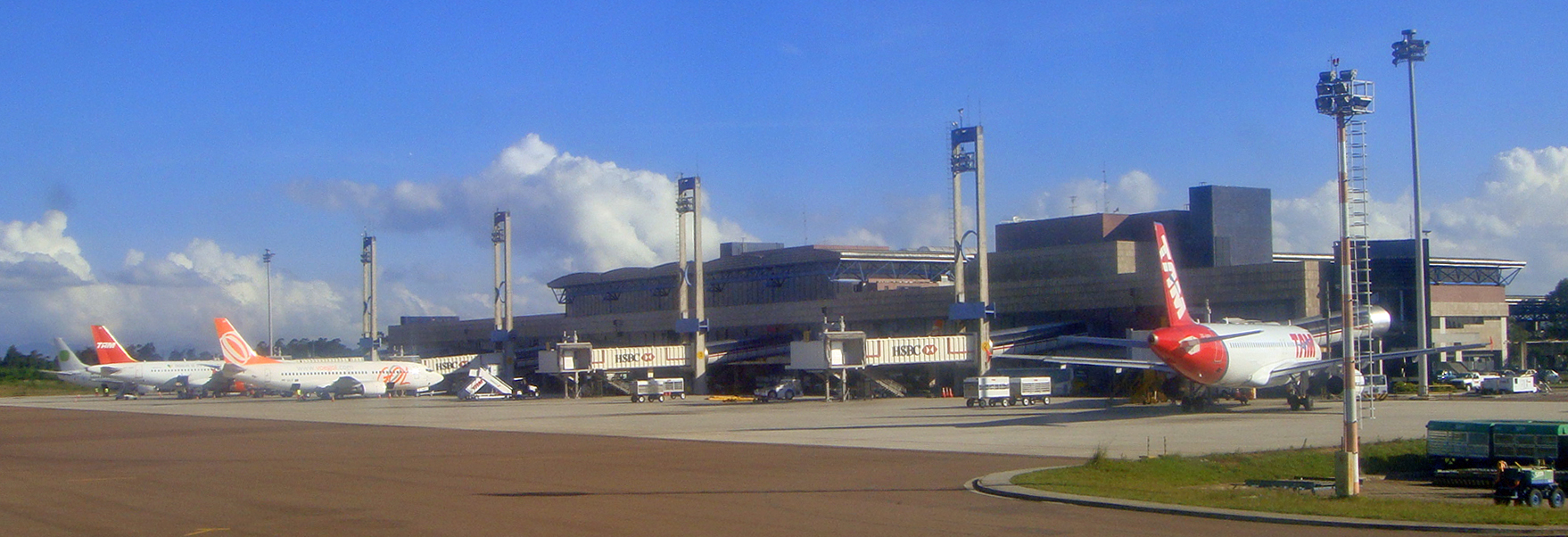
De passagiersterminal en boarding gates